# Samia vaneeckei
Samia vaneeckei är en fjärilsart som beskrevs av Watson 1913. Samia vaneeckei ingår i släktet Samia och familjen påfågelsspinnare. Inga underarter finns listade.